# Woodinville (Washington)
Woodinville je grad u američkoj saveznoj državi Washington. Prema popisu stanovništva iz 2010. u njemu je živjelo 10.938 stanovnika.